# Veleniki
Veleniki is een plaats in de gemeente Poreč in de Kroatische provincie Istrië. De plaats telt 107 inwoners (2001).